# Mekanagadde, Mudigere
Mekanagadde là một làng thuộc tehsil Mudigere, huyện Chikmagalur, bang Karnataka, Ấn Độ.